# Falling into You
Falling into You è il quarto album in studio in lingua inglese e il ventiquattresimo in totale, della cantante canadese Céline Dion, pubblicato il 12 marzo 1996 dalla Columbia/Epic Records. L'album è stato prodotto in collaborazione con diversi produttori tra cui David Foster, Jim Steinman, Humberto Gatica e Ric Wake e con il compositore francese Jean-Jacques Goldman.
Falling into You è stato premiato con il Grammy Award come Album dell'Anno e Miglior Album Pop nel 1996, ed è diventato uno degli album più venduti della storia con oltre 32 milioni di copie vendute in tutto il mondo. In cima alle classifiche mondiali, incluso il numero uno negli Stati Uniti, Canada, Regno Unito, Francia, Australia e altri, l'album è diventato uno degli album più venduti del 1996 e del 1997 e anche uno degli album più venduti dell'intero decennio. È stato certificato disco di diamante, disco multi-platino, disco di platino e disco d'oro in tutto il mondo. L'album ha venduto undici milioni di copie solo negli Stati Uniti, oltre due milioni nel Regno Unito e oltre un milione in Germania, Francia, Canada e Australia. In Europa, ha venduto in totale oltre nove milioni di copie. L'album è nella lista dei Definitive 200 di Rock and Roll Hall of Fame.
Cinque singoli sono stati pubblicati dall'album in Europa, quattro in Australia e tre in Nord America. Il grande successo arrivò con l'uscita dei singoli Because You Loved Me, canzone utilizzata anche come tema della colonna sonora del film Qualcosa di personale, It's All Coming Back to Me Now e All by Myself, cover di Eric Carmen.

## Concezione e composizione
Falling into You portò la Dion all'apice della sua popolarità, mostrando un'ulteriore progressione della sua musica. L'album combina molti elementi: motivi orchestrali e canti africani, uso di strumenti come il violino, la chitarra spagnola, il trombone, il cavaquinho, il sassofono e arrangiamenti di corde supreme, che hanno creato nuovi suoni. I singoli contengono una varietà di stili musicali. Falling into You (originariamente di Marie-Claire D'Ubaldo) e River Deep, Mountain High (cover di Ike & Tina Turner) fecero un uso prominente degli strumenti a percussione. It's All Coming Back to Me Now (originariamente di Pandora's Box) e All by Myself (la cover di Eric Carmen) mantennero la loro atmosfera soft-rock, ma combinati con il suono classico del pianoforte.
La power-ballad Because You Loved Me, scritta da Diane Warren, fu il tema del film Qualcosa di personale del 1996. L'album include anche adattamenti inglesi di canzoni di D'eux: If That's What It Takes (Pour que tu m'aimes encore), I Do not Know (Je sais pas) e Fly (Vole). Fuori dal Nord America, l'album fu pubblicato anche con una cover di (You Make Me Feel Like) A Natural Woman di Carole King. In Asia fu aggiunta anche la hit giapponese To Love You More. Inoltre, le edizioni non statunitensi dell'album comprendono Your Light, scritto e prodotto da Aldo Nova e la versione spagnola di All by Myself, Sola Otra Vez. La Dion lavorò all'album con molti produttori, principalmente con Jim Steinman, David Foster, Ric Wake, Jean-Jacques Goldman e Humberto Gatica.

## Singoli
Come singoli apripista sono state pubblicate due canzoni diverse per paese, nel febbraio 1996, per promuovere l'album: Falling into You in Europa e in Australia, e Because You Loved Me in Nord America, Sud America e Asia. Nel maggio 1996, Because You Loved Me fu pubblicato come secondo singolo in Europa e in Australia. Falling into You raggiunse il primo posto in Spagna, la numero otto in Norvegia e la numero dieci nel Regno Unito, ed entrò nei primi quaranta singoli nelle classifiche di altri paesi del mondo. Il successo maggiore arrivò con Because You Loved Me, che raggiunse il primo posto negli Stati Uniti, in Canada e in Australia. La canzone ha raggiunto la top ten anche in altri paesi, inclusa la quinta posizione nel Regno Unito. Fu certificato due volte disco di platino in Australia, negli Stati Uniti e in Nuova Zelanda e disco d'oro nel Regno Unito e in Germania.
It's All Coming Back to Me Now è stato lanciato come secondo singolo in Nord America nel luglio 1996. Superò la classifica in Canada e raggiunse il secondo posto negli Stati Uniti. Nel settembre 1996, fu pubblicato come terzo singolo nella maggior parte dei paesi europei e in Australia. In Francia e in Germania, è uscito come quarto singolo all'inizio del 1997. It's All Coming Back to Me Now ha raggiunto la numero uno in Belgio e i primi posti nella top ten in diversi paesi, tra cui la numero tre nel Regno Unito. Fu certificato disco di platino negli Stati Uniti e disco d'oro nel Regno Unito, Australia e Nuova Zelanda.
All by Myself è stato pubblicato come terzo singolo in Francia e Germania nell'ottobre 1996. In altri paesi europei fu pubblicato come quarto singolo nel dicembre 1996, dopo It's All Coming Back Me Now. All by Myself è stato inoltre emesso come quarto singolo in Australia nel febbraio 1997 e terzo in Nord America nel marzo dello stesso anno. Raggiunse la numero quattro negli Stati Uniti e le top ten di altri paesi, tra cui il numero sei nel Regno Unito. Ottenne il disco d'oro negli Stati Uniti e il disco d'argento nel Regno Unito e in Francia. Il quinto singolo europeo Call the Man fu pubblicato nel giugno 1997 e raggiunse l'ottava posizione in Irlanda e la numero undici nel Regno Unito.
Le edizioni asiatiche di Falling into You includono To Love You More, un singolo di successo del 1995 che raggiunse il primo posto della classifica giapponese, vendendo 1,3 milioni di copie. Le edizioni di Falling into You uscite al di fuori del Nord America presentano (You Make Me Feel Like) A Natural Woman, pubblicato in alcuni paesi come singolo promozionale dell'album Tapestry Revisited: A Tribute to Carole King nel novembre 1995. Le edizioni limitate asiatiche e australiane di Falling into You, con un disco bonus, includevano The Power of the Dream, una canzone eseguita dalla Dion durante la cerimonia di apertura dei XXVI Giochi Olimpici avvenuti ad Atlanta nel 1996. The Power of the Dream fu pubblicata come singolo in Giappone nell'agosto del 1996. Raggiunse la posizione numero trenta e fu certificata disco d'oro. Inoltre, furono pubblicati altri due singoli promozionali di Falling into You: Dreamin' of You in Messico e Make You Happy in Brasile.

## Promozione
Céline Dion ha promosso il suo nuovo album con il tour Falling into You Tour. Iniziato a Perth, in Australia, il 18 marzo 1996 e conclusosi il 26 giugno 1997 a Zurigo, in Svizzera. Céline Dion nel 1996 attraversò l'Australia a marzo, il Canada a maggio e giugno, gli Stati Uniti tra luglio e agosto, l'Europa tra settembre e novembre e di nuovo il Canada a dicembre. Nel febbraio 1997 raggiunse l'Asia, a marzo e aprile gli Stati Uniti, a maggio ancora il Canada e a giugno tornò in Europa. Uno dei concerti fu registrato e pubblicato in paesi selezionati, su VHS, intitolato Live in Memphis.
La Dion promosse l'album anche in vari programmi televisivi. Negli Stati Uniti, eseguì Because You Loved Me al The Tonight Show with Jay Leno, Blockbuster Entertainment Awards e Live with Regis e Kathie Lee nel marzo 1996. Cantò al Late Show with David Letterman nell'aprile 1996, a Good Morning America e a The Oprah Winfrey Show nel maggio 1996. Céline si esibì con il suo successivo singolo americano, It's All Coming Back Me Now al The Tonight Show with Jay Leno nel luglio 1996 e The Rosie O'Donnell Show nel settembre 1996. Il 19 Luglio 1996, Céline canta The Power of the Dream alla cerimonia di apertura delle Olimpiadi estive del 1996 ad Atlanta, negli Stati Uniti.
Nel dicembre 1996, eseguì il suo terzo singolo americano, All by Myself ai Billboard Music Award e al The Tonight Show with Jay Leno. Cantò anche alla 39ª edizione dei Grammy Award il 26 febbraio 1997. Inoltre, ha cantato Seduces Me al The Rosie O'Donnell Show nel gennaio 1997 e (You Make Me Feel Like) A Natural Woman al Late Show with David Letterman il mese successivo. Nel marzo del 1997, la cantante si esibisce in Because You Loved Me e Fly a The Oprah Winfrey Show. Si è anche esibita per ben due volte (unica artista) alla cerimonia di consegna degli Oscar del 24 marzo 1997, con le canzoni Because You Loved Me (nominata agli Academy Award come miglior canzone originale per il film Qualcosa di personale) e I Finally Found Someone (nominata anch'essa come miglior canzone originale per il film L'amore ha due facce).
La promozione in altri paesi incluse l'esibizione di Falling into You al 46º Festival di Sanremo in Italia a marzo 1996 e Because You Loved Me in due programmi televisivi olandesi. Il mese successivo, Céline Dion interpretò Because You Loved Me ai World Music Award di Monte Carlo e allo show televisivo tedesco Verstehen Sie Spaß? e Falling into You nel programma televisivo francese Dimanche Martin.
Nel novembre 1996, cantò All by Myself ai Bambi Award in Germania. Lo stesso mese la Dion si esibì in All by Myself e River Deep, Mountain High su Taratata in Francia. Nel dicembre 1996 cantò All by Myself nella serie televisiva francese Les Années Tubes. Nel marzo 1997, la cantante eseguì To Love You More con Taro Hakase al violino ai Juno Awards. Nell'aprile del 1997, ha cantato nuovamente To Love You More con Taro Hakase nello show televisivo giapponese, Music Fair. Infine mentre cantò Call the Man ai World Music Award a Monte Carlo.

## Recensioni da parte della critica
Falling into You ha diviso i critici musicali. Il giornalista di Billboard, Paul Verna gli ha dato una recensione positiva definendolo "un album profondo che solidificherà la reputazione della Dion come una delle vere dive del panorama musicale del mondo". Verna ha messo in risalto il singolo Because You Loved Me e "altri momenti degni di nota come l'epica It's All Coming Back To Me Now in stile Meat Loaf, la disinvolta Falling into You, il bouncy pop di Make You Happy, l'appassionata ballad di Seduces Me e l'effervescente Declaration of Love. Larry Flick, anche lui di Billboard, ha parlato positivamente di Because You Loved Me e di It's All Coming Back To Me Now. Ha scritto che Because You Loved Me "è ricco di grandi storie d'amore, di produzioni più grandi della vita con un punto culminante musicale equivalente ai fuochi d'artificio del 4 luglio." Flick ha chiamato It's All Coming Back to Me Now una ballad che contrappone la Dion alla produzione burrascosa di Jim Steinman. Secondo lui, "i cantanti con meno talento sarebbero rimasti soffocati da questi arrangiamenti melodrammatici, ma la Dion fornisce in queste circostanze un'esecuzione che si erge al di sopra della strumentazione con uno charme squisitamente teatrale".
Una recensione positiva è arrivata anche dal "senior editor" di AllMusic, Stephen Thomas Erlewine, che ha dato a Falling into You quattro stelle su cinque. Sebbene abbia notato che l'album è formulato, Erlewine ha apprezzato la sua formula ben eseguita, elegante e accattivante, accentuando il naturale fascino vocale della Dion. Ha elogiato ballate come Because You Loved Me e finti poemi epici come It's All Coming Back To Me Now. Sentiva che Céline "affronta il dance-pop e ama le canzoni con grazia e quell'elegante eleganza evita che il materiale mediocre dell'album sia noioso. Secondo lui, ci sono un paio di deboli brani su Falling into You, ma è un set straordinariamente ben congegnato di pop contemporaneo per adulti ed è il miglior album della Dion." Chuck Eddy di Entertainment Weekly gli ha dato una B nella sua recensione, scrivendo: "C'è qualcosa di irresistibilmente eccentrico anche nelle più allegre ballate del nuovo lavoro di Céline Dion, Falling in You, che presenta chitarre spagnole, canti africani e ornati motivi orchestrali, ma solo nella sua desolata cover di All by Myself di Eric Carmen e la sua brutale blues-mama dance "Declaration of Love" (da far impallidire di invidia Bonnie Raitt e Wynonna Judd) ti fanno schiantare davvero contro il soffitto di vetro della passione."
Altre testate furono meno clementi. Gardner del Los Angeles Time ha dato all'album due stelle su quattro e ha scritto che la Dion "si diletta in trame più profonde e sofisticate, e a volte il suo dilettantismo ripaga, ma più spesso ricade in un mare di sentimentalismo gratuito e prevedibile." Stephen Holden del The New York Times, descrisse l'album "infarcito di melodramma senza sorprese che culmina con due produzioni esagerate di Jim Steinman: It's All Coming Back to Me Now, una storia d'amore vista in retrospettiva con tanto di tuoni che rimbombano e River Deep, Mountain High, un anemico remake di una produzione classica di Phil Spector." Tuttavia, il critico elogiò Because You Loved Me (chiamandolo il "Wind Beneath My Wings dei giorni nostri") e la cover di Carmen del 1976, All by Myself. Leroy di Yahoo!Music scrisse che "Il tentativo di bissare il sentimentalismo di Eric Carmen era folle ma sembra aver funzionato, e la singolare collaborazione con Jim Steinman dei Meat Loaf sembra una buona scelta. Ma i risultati non sono poi così sorprendenti". La Rolling Stone Album Guide ha dato all'album una stella e mezza su cinque.

## Successo commerciale
Falling into You rimane uno degli album più venduti di tutti i tempi, con vendite di oltre trentadue milioni di copie. In Canada è diventato il secondo album numero uno della Dion, dopo The Colour of My Love. È stato certificato disco di diamante nel novembre 1996 e ha venduto 1,6 milioni di copie. Falling into You è stato il suo secondo album certificato diamante in Canada, dopo appunto il primo successo. L'album omonimo di Céline Dion nel 1992 è stato anch'esso certificato disco di diamante, ma nel 1998. Negli Stati Uniti, Falling into You ha debuttato alla numero due nel marzo 1996, vendendo 193.000 copie. Raggiunse la prima posizione della Billboard 200 il 5 ottobre 1996, nella sua ventottesima settimana, vendendo 132.000 copie. Rimase alla numero uno fino alla settimana successiva, vendendo altre 130.500 copie. Dopo essere sceso al terzo posto una settimana dopo, l'album tornò al primo posto il 26 ottobre 1996, vendendo 136.000 copie, salendo in tre settimane non consecutive alla numero uno della classifica. La migliore settimana di vendita dell'album è stata dal 4 gennaio 1997 con 370.000 copie vendute, divenendo il secondo album più venduto della settimana. Con Falling into You, la Dion ha portato uno dei suoi lavori, per la prima volta, in cima alla Billboard 200. Ha trascorso 61 settimane nella top ten. L'album è stato il secondo album più venduto del 1996, con 6 milioni di copie vendute, l'ottavo più venduto del 1997, con 3 milioni di vendite e il quinto album più venduto negli anni '90 negli Stati Uniti. con 10.224.282 di copie vendute. A maggio 2016 il cd ha venduto oltre 10,8 milioni di copie nel Paese. È stato certificato disco di diamante dalla RIAA nel dicembre 1997 e undici volte disco di platino nel 2001, per la vendita di undici milioni di copie negli Stati Uniti.
Nel Regno Unito, l'album ha debuttato alla numero uno ed è diventato il secondo album all'apice della classifica inglese della Dion, dopo The Colour of My Love. Nel gennaio 1998, è stato certificato sette volte disco di platino dalla BPI per aver venduto 2,1 milioni di copie. In Francia, Falling into You ha scalato la classifica, rimanendo in prima posizione per cinque settimane non consecutive ed è diventato il secondo numero uno della cantante, dopo D'eux. È stato certificato disco di diamante dalla SNEP e ha venduto 1,2 milioni di copie. In Germania, l'album ha raggiunto la numero cinque ed è stato certificato cinque volte disco d'oro dalla BVMI per vendite di 1,3 milioni di copie. L'album è stato inoltre premiato dall'IFPI con il Platinum Europe Award per nove volte grazie alla vendita di oltre nove milioni di copie in Europa. In Australia, ha debuttato alla numero uno e ha trascorso quattro settimane non consecutive al vertice. È diventato il secondo album numero uno di Céline, dopo The Colour of My Love. Falling into You ha venduto un milione di copie in Australia ed è stato certificato tredici volte disco di platino da ARIA. L'album ha superato le classifiche di molti altri paesi ottenendo diverse certificazioni multi-platino e oro.
Falling into You è assieme a Let's Talk About Love l'album di maggior successo della Dion, uno degli album più venduti della storia, con 31 milioni di copie vendute.
Negli USA è entrato in classifica alla nº 2 con 192 000 copie vendute nella 1ª settimana, poi ha raggiunto la nº 1 nella 31ª settimana. È uno dei tre album rimasti nella top 10 della Billboard 200 per un anno intero (assieme a Thriller di Michael Jackson e Jagged Little Pill di Alanis Morissette), rimanendo 59 settimane consecutive nella top 10. È stato il 3º album più venduto negli USA nel 1996 e 1997. In Gran Bretagna è rimasto 43 settimane nella top 10, vendendo più di 2.1 milioni di copie e ottenendo 7 dischi di platino.

## Riconoscimenti
Ai 39° Grammy Award, Falling into You vince nelle categorie Album dell'Anno e Miglior Album Pop. Because You Loved Me fu nominata ai Grammy Award nelle categorie: Registrazione dell'Anno, Miglior Interpretazione Pop Vocale femminile, Canzone dell'Anno e Miglior canzone scritta appositamente per un film o una televisione; vincendo in quest'ultima categoria. Grazie a Falling into You, la Dion vinse tre World Music Award nel 1997 come Miglior artista dell'anno più venduto nel mondo, Artista pop più venduto dell'anno e Artista canadese dell'anno più venduto al mondo. È stata anche nominata agli American Music Award nelle categorie Artista femminile Pop/Rock favorita e Artista Adult Contemporary favorito, sia nel 1997 che nel 1998, vincendo nella categoria Artista femminile Pop/Rock favorito nel gennaio 1998. Ai Juno Award del 1997, Céline Dion vince nella categoria Cantante Femminile dell'Anno e l'importante riconoscimento, International Achievement Award, per il successo mondiale raggiunto. Falling into You vinse un Juno Award come Miglior Album di Vendita (Straniero o Nazionale) e fu nominato nella categoria Album dell'Anno. Because You Loved Me è stato nominato per il Juno Award come Singolo dell'Anno.
Altri premi vinti dalla Dion e dall'album Falling into You includono: IRMA Award per il Miglior Album internazionale di un'artista femminile; il Bambi Award per la Miglior celebrità pop dell'anno; lAmigo Award per Miglior artista femminile internazionale; il VH1 Award per Artista dell'Anno; il NARM Best Seller Award per Artista dell'Anno, Registrazione dell'Anno e Registrazione Pop dell'Anno; il Félix Award per Artista dell'Anno che ha raggiunto il massimo successo fuori dal Québec e Artista dell'Anno che ha raggiunto il massimo successo con una lingua diversa dal francese nel 1996 e ancora nel 1997; il Pop Corn Music Award come Miglior Cantante dell'Anno e Miglior Album dell'Anno; il Malta Music Award come Miglior Artista internazionale più venduto; National TV 2 Award come Migliore Artista femminile internazionale; il South African Music Award come Album internazionale più venduto; il Coca-Cola Full Blast Music Award per Artista internazionale più popolare; l'FM Select Diamond Award per la Migliore Artista internazionale femminile e l'International Achievement in Arts Award per Intrattenitrice dell'Anno per i risultati raggiunti in musica. To Love You More ottenne l'International Single Grand Prix ai Japan Gold Disc Award nel 1996.
Céline Dion fu anche nominata per molti Billboard Music Award tra il '96 e il '97, tra cui Top Pop Artist, Top Billboard 200 Album Artist, Hot 100 Singles Artist, Hot Adult Contemporary Artist e Hot Adult Top 40 Artist. Because You Loved Me fu nominata nelle categorie Hot 100 Singles, Hot 100 Singles Airplay, Hot Adult Contemporary Singles & Tracks e Hot Adult Top 40 Singles & Tracks, mentre Falling into You ottenne la candidatura nella categoria Top Billboard 200 Album. La cantante canadese fu candidata anche ai Blockbuster Entertainment Award nelle categorie Artista Femminile Favorita e Canzone favorita di un film (Because You Loved Me). Ai BRIT Award del 1997, la Dion fu nominata come Miglior Artista femminile internazionale. È stata inoltre nominata due volte ai premi Echo per Artista femminile internazionale dell'Anno e ai Danish Music Award come Miglior Cantante femminile internazionale. Céline Dion è stata anche nominata ai MuchMusic Video Award for Peoples Choice: Favorite International Artist.
Inoltre, Because You Loved Me fu candidata agli Oscar e ai Golden Globe nelle categorie Miglior canzone originale. Vinse un ASCAP Film and Television Music Award per Miglior Canzone eseguita per un film e un ASCAP Pop Award per la Canzone più rappresentativa nel 1997, 1998 e 1999. It's All Coming Back to Me Now vinse un BMI Pop Award per Canzone dell'Anno. Sia It's All Coming Back to Me Now che All by Myself vinsero ai BMI Pop Award come Canzone più eseguita. The Power of the Dream invece fu candidata e vinse un Riconoscimento Speciale: Premio Tributo Olimpico ai BMI Film & TV Award. Fu anche nominata agli Emmy Award nella categoria: Musica e Testi Eccezionali.

## Tracce

### Falling into You(US Edition)
1. It's All Coming Back to Me Now – 7:37 (Jim Steinman)
2. Because You Loved Me – 4:33 (Diane Warren)
3. Falling into You – 4:18 (Billy Steinberg, Rick Nowels, Marie-Claire D'Ubaldo)
4. Make You Happy – 4:31 (Andy Marvel)
5. Seduces Me – 3:46 (Dan Hill, John Sheard)
6. All by Myself – 5:12 (Eric Carmen, Sergei Rachmaninoff)
7. Declaration of Love – 4:20 (Michael Jay, Claude Gaudette)
8. Dreamin' of You – 5:07 (Aldo Nova, Peter Barbeau)
9. I Love You – 5:30 (Nova)
10. If That's What It Takes – 4:12 (Jean-Jacques Goldman, Phil Galdston)
11. I Don't Know – 4:38 (Goldman, J. Kapler, Galdston)
12. River Deep, Mountain High – 4:10 (Ellie Greenwich, Jeff Barry, Phil Spector)
13. Call the Man – 6:08 (Andy Hill, Peter Sinfield)
14. Fly – 2:58 (Goldman, Galdston)

### Falling into You(Canadian Edition)
L'edizione canadese dell'album Falling into You, sostituisce la tredicesima traccia Call the Man, con il seguente brano:
1. Your Light – 5:14 (Nova)

### Falling into You(European/Australian Edition)
L'edizione europea e australiana di Falling into You, include due tracce diverse dall'edizione statunitense, ovvero l'ottava e la quattordicesima traccia sono sostituite dai seguenti brani:
1. (You Make Me Feel Like) A Natural Woman – 3:40 (Gerry Goffin, Carole King, Jerry Wexler)

1. Your Light – 5:14 (Nova)

### Falling into You(Latin America/Spanish Edition)
L'edizione latino americana e spagnola include due tracce aggiunte alla track-list originale, ovvero la traccia numero 8 presente nell'edizione europea/australiana e la versione spagnola di All by Myself.
1. (You Make Me Feel Like) A Natural Woman – 3:40 (Goffin, King, Wexler)

1. Sola otra vez – 5:12 (Carmen, Rachmaninoff, Manny Benito)

### Falling into You(Asian Edition)
Nell'edizione asiatica di Falling Into You è presente la cover di Aretha Franklin ed il brano che ottenne grande successo, soprattutto in Giappone:
1. (You Make Me Feel Like) A Natural Woman – 3:40 (Goffin, King, Wexler)

1. To Love You More – 5:29 (Foster, Miles)

### Falling into You(Japanese Edition)
L'edizione giapponese a differenza di quella asiatica presenta oltre a To Love You More anche la tredicesima traccia presente nell'edizione canadese:
1. Your Light – 5:14 (Nova)

1. To Love You More – 5:29 (Foster, Miles)

### Falling into You(Asian Limited Edition bonus disc)
L'edizione limitata asiatica con il CD bonus, include cinque tracce presenti solo in questa versione: il brano eseguito da Céline Dion durante le Olimpiadi di Atlanta del 1996, la traccia Your Light, la versione remixata di It's All Coming Back to Me Now e le versioni dal vivo di altri due brani.
1. The Power of the Dream – 4:30 (Foster, Babyface, Linda Thompson)
2. Your Light – 5:14 (Nova)
3. It's All Coming Back to Me Now (Classic Paradise Mix) – 8:17 (Steinman)
4. The Power of Love (Live) – 4:45 (Gunther Mende, Candy DeRouge, Jennifer Rush, Mary Susan Applegate)
5. River Deep, Mountain High (Live) – 3:30 (Greenwich, Barry, Spector)

### Australian Limited Edition bonus disc (Because You Loved Me)
L'edizione limitata presente solo nel mercato australiano, del singolo Because You Loved Me, presenta cinque tracce differenti dalle versioni precedenti:
1. Because You Loved Me – 3:48 (Warren)
2. I Don't Know – 4:38 (Goldman, Galdston)
3. Pour que tu m'aimes encore – 4:14 (Goldman)
4. Le ballet – 4:25 (Goldman)
5. The Power of the Dream – 4:31 (Foster, Babyface, Thompson)

### Australian Limited Edition bonus disc (Brashs)
L'edizione limitata di questa versione australiana è presente solo nei negozi Brashs ed include quattro brani provenienti dall'album The Colour of My Love e due brani tratti dall'album omonimo di Céline Dion, tutti registrati dal vivo.
1. Everybody's Talkin' My Baby Down (Live) – 3:48 (Arnie Roman, Russ DeSalvo)
2. Love Can Move Mountains (Live) – 4:16 (Warren)
3. If You Asked Me To (Live) – 3:59 (Warren)
4. Only One Road (Live) – 4:40 (Peter Zizzo)
5. Think Twice (Live) – 4:32 (Hill Sinfield)
6. The Power of Love (Live) – 5:27 (Mende, DeRouge, Rush, Applegate)

## Classifiche

### Classifiche settimanali
| Classifiche     | Posizione massima |
| --------------- | ----------------- |
| Australia       | 1                 |
| Austria         | 1                 |
| Belgio Fiandre  | 2                 |
| Belgio Vallonia | 1                 |
| Canada          | 1                 |
| Danimarca       | 9                 |
| Europa          | 1                 |
| Finlandia       | 9                 |
| Francia         | 1                 |
| Germania        | 5                 |
| Giappone        | 6                 |
| Grecia          | 1                 |
| Irlanda         | 2                 |
| Italia          | 4                 |
| Norvegia        | 1                 |
| Nuova Zelanda   | 1                 |
| Paesi Bassi     | 1                 |
| Portogallo      | 2                 |
| Spagna          | 4                 |
| Regno Unito     | 1                 |
| Stati Uniti     | 1                 |
| Svezia          | 1                 |
| Svizzera        | 1                 |
| Ungheria        | 13                |

### Classifiche annuali
| Classifica (1996) | Posizione |
| ----------------- | --------- |
| Australia         | 2         |
| Austria           | 2         |
| Canada            | 2         |
| Europa            | 2         |
| Francia           | 2         |
| Germania          | 7         |
| Italia            | 20        |
| Regno Unito       | 4         |
| Stati Uniti       | 3         |
| Svezia            | 10        |
| Svizzera          | 2         |

### Classifiche di fine decennio
| Classifica (1990–1999) | Posizione |
| ---------------------- | --------- |
| Austria                | 10        |
| Regno Unito            | 10        |
| Stati Uniti            | 6         |

### Classifiche di tutti i tempi
| Paese            | Posizione raggiunta |
| ---------------- | ------------------- |
| Australia        | 23                  |
| Austria          | 86                  |
| Belgio (Fiandre) | 36                  |
| Nuova Zelanda    | 34                  |
| Paesi Bassi      | 53                  |
| Regno Unito      | 57                  |
| Stati Uniti      | 21                  |